# Ornithocoris
Ornithocoris is een geslacht van wantsen uit de familie van de Cimicidae (Bedwantsen). Het geslacht werd voor het eerst wetenschappelijk beschreven door Pinto in 1927.

## Soorten
Het genus bevat de volgende soorten:

- Ornithocoris pallidus Usinger, 1959
- Ornithocoris toledoi Pinto, 1927